# Poesía soviética rusa
Poesía soviética rusa (en ruso, Rússkai︠a︡ soviétskai︠a︡ poézii︠a︡) es una antología bilingüe de treinta destacados poetas soviéticos, recopilados y traducidos por el poeta chileno Nicanor Parra. Se publicó inicialmente en 1965, en la Editorial Progreso de Moscú. En 1971 se reeditó en Santiago de Chile, en la editorial Nueva Universidad de la Universidad Católica de Chile, bajo el nombre de Poesía rusa contemporánea.
Dos años después de la primera edición de este libro, Parra publicó su poemario Canciones rusas (1967).

## Estructura y contenido
Los poemas del libro vienen acompañados de una biografía de cada uno de sus autores. Para la reedición chilena de 1971, los textos de estas biografías fueron revisados por Fernando Vial Correa y Cristián Santa María Santa Cruz.
Esta antología contiene los siguientes 74 poemas, escritos entre 1908 y 1964 y pertenecientes a 30 poetas soviéticos:
| #  | Autor                 | Poemas (fechas en que fueron escritos) | Imagen |
| -- | --------------------- | --- | ------ |
| 1  | Alexandr Blok         | - Cuando tu rostro, desde un sencillo marco (1908) - Día de otoño (1909) - Yo que en un tiempo fui orgulloso y altivo (11 de julio de 1910) - Qué penoso resulta andar entre la gente (10 de mayo de 1910) - Danza de muerte (1912)                                 |        |
| 2  | Vladímir Mayakovski   | - ¿Y ustedes... se atreverían? (1913) - ¡Atención! (1914) - Orden al Ejército del Arte (1918) - Carta al camarada Kostrov, desde París, acerca de la esencia del amor (1928)                                                                                        |        |
| 3  | Demián Bedny          | - Epílogo del poema «La calle mayor» (1922) - Nadie sabía (22 de abril de 1927) |        |
| 4  | Serguéi Esenin        | - Confesión de un golfo (1920) - Uno tras otro comenzamos a irnos (1924) - Yo sé que allá no florecen los bosques (1924) - Las flores me dicen adiós (1925) |        |
| 5  | Nikolái Aséiev        | - Entremés lírico (1924) - Todavía la gente se aferra al dinero (1956) - Canción a García Lorca (1958) |        |
| 6  | Nikolái Tíjonov       | - El fuego, la cuerda, la bala y el hacha (1921) - Balada de los clavos (1919-1922) |        |
| 7  | Borís Pasternak       | - ¡Ah, si hubiera sabido (1931) - Trenes madrugadores (1941) - Hay que desconfiar de la fama (1956-1960) |        |
| 8  | Anna Ajmátova         | - Apreté las manos bajo el oscuro velo (1911) - Hay en la intimidad de los seres humanos una (1915) - Sé muy bien que en algún lugar hay una vida sencilla (1915) - Yo no necesito para nada las huestes de la oda (1940) - Muchas son seguramente las cosas (1942) |        |
| 9  | Marina Tsvetáeva      | - Un rico se enamoró de una pobre (1918) - A la vida (1924) - Conato de celos (1924) |        |
| 10 | Mijaíl Svetlov        | - Granada (1926) - El italiano (1943) |        |
| 11 | Pável Antokolski      | - Hijo (1944) |        |
| 12 | Ilyá Selvinski        | - A la patria (1947) |        |
| 13 | Eduard Bagritski      | - La última noche (1932) |        |
| 14 | Vladímir Lugovskói    | - Moscú (1958) |        |
| 15 | Mijaíl Isakovski      | - Los enemigos incendiaron su casa (1945) - Vuelan las aves de paso (1948) |        |
| 16 | Alexéi Surkov         | - Héroe (1928) - Arde el fuego en la pequeña estufa (1941) - Para despertar todas las fuerzas humanas (1949) |        |
| 17 | Alexandr Tvardovski   | - Dos líneas (1943) - En aquellos días lejos de la patria (1951) |        |
| 18 | Nikolái Zabolotski    | - Creí que de nuevo mi alma (1936) - Cada vez que a lo lejos se apaga la luz del día (1948) - La niña fea (1955) - Sobre la belleza de los rostros (1955) |        |
| 19 | Leonid Martínov       | - Primacía (1956) - La huella (1957) - El séptimo sentido (1957) - Entre casas viejas (1958) |        |
| 20 | Yaroslav Smeliakov    | - Lida es una buena muchacha (1941) - Dulces beldades de Rusia (1945) - Si caigo enfermo (1945) |        |
| 21 | Konstantín Símonov    | - Es como si me mirase al revés en los prismáticos (1941) - Espérame y volveré (1941) |        |
| 22 | Margarita Aliguer     | - A un caminante (1939) - La gente no me perdona los errores (1946) - Dos (1956) |        |
| 23 | Semión Gudzenko       | - Yo fui de infantería en campo abierto (1946) - En el club de la guarnición de Transcarpatia (1946) |        |
| 24 | Alexandr Mézhirov     | - ¡Herradura de la suerte! ¡Herradura! (1956) - La edad (1961) |        |
| 25 | Borís Slutski         | - Físicos y líricos (1959) - El lector responde por el poeta (1960) - El hombre (1961) |        |
| 26 | Evgueni Vinokúrov     | - Diversidad (1964) |        |
| 27 | Evgueni Evtushenko    | - Las canciones de la Revolución (1954) - Cuando tu rostro apareció en el horizonte (1960) - En el mundo no hay seres anodinos (1962) |        |
| 28 | Róbert Rozhdéstvenski | - ¡Estatua! (1961) |        |
| 29 | Andréi Voznesenski    | - París-Striptease (1963) |        |
| 30 | Bela Ajmadúlina       | - Los fulgores de la tormenta rasgan de nuevo la oscuridad (1962) |        |